# Škoda Octavia WRC
Škoda Octavia WRC – samochód WRC konstrukcji Škody oparty na modelu Octavia. Używany był podczas Rajdowych Mistrzostw Świata 1999–2003 przez zespół Škoda Motorsport.
Samochód zadebiutował podczas Rajdowych Mistrzostw Świata 1999 w Rajdzie Portugalii, jednak pojazd nie ukończył rajdu (awaria sprzęgła). Kierowcom nie udało się osiągnąć podczas startów większych sukcesów, nie pomogło w tym wprowadzanie kolejnych trzech ewolucji modelu. Startów w WRC zaprzestano po sezonie 2003. Następcą została Škoda Fabia WRC.
Najbardziej udanym rokiem dla Octavii WRC był 2001, wówczas Armin Schwarz i Emil Triner  zajęli 3. pozycję w Rajdzie Safari oraz 4. w Monte Carlo. Był to jedyny w tamtym okresie samochód WRC z silnikiem z pięcioma zaworami na cylinder, charakteryzował się także najdłuższym skokiem tłoka.

## Dane techniczne
Silnik:
- R4 2,0 l (1999 cm³), 5 zaworów na cylinder, DOHC
- Turbodoładowanie Garett TR30R
- Układ zasilania: elektroniczny wtrysk paliwa
- Średnica cylindra × skok tłoka: 82,5 × 93,5 mm
- Stopień sprężania: 8,7:1
- Moc maksymalna: 300 KM (221 kW) przy 5500 obr./min
- Maksymalny moment obrotowy: 600 N•m od 3250 obr./min

Przeniesienie napędu:
- Permanentny napęd na cztery koła
- Rozdział mocy (tył/przód): 50/50
- Skrzynia biegów: 6-biegowa manualna sekwencyjna, dwutarczowe sprzęgło węglowe

Pozostałe:
- Hamulce przód: wentylowane hamulce tarczowe, zaciski 6-tłoczkowe, śr. tarcz 376 mm
- Hamulce tył: wentylowane hamulce tarczowe, zaciski 4-tłoczkowe, śr. tarcz 304 mm
- Hamulec pomocniczy: hydrauliczny
- Zawieszenie przód: kolumny MacPhersona
- Zawiesznie tył: kolumny MacPhersona